# Prókai István
Prókai István (Miskolc, 1920. december 24. – Budapest, 1983. július 13.) magyar színész, színházigazgató, Prókai Annamária és Prókai Éva édesapja.

## Életpályája

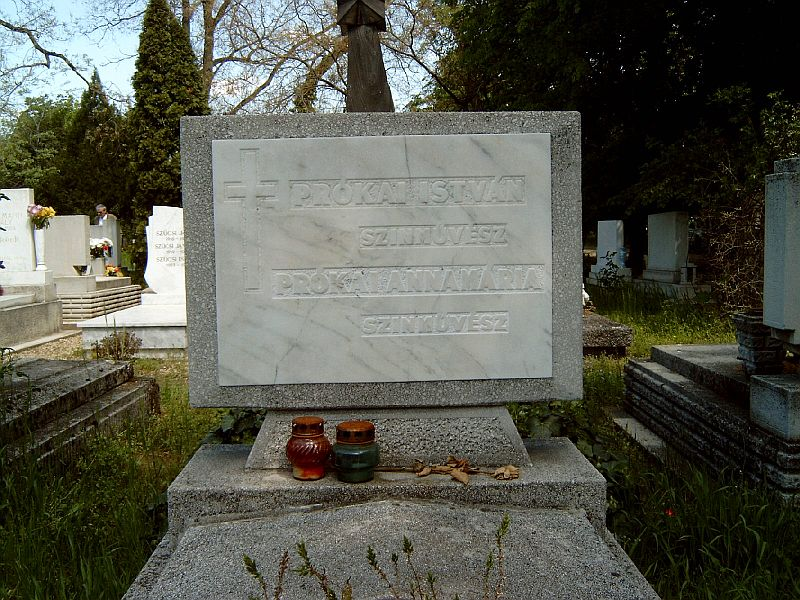
Prókai István sírja Budapesten. Új köztemető: 49/4-1-54.

1952-ben végezte el a Színház és Filmművészeti Főiskolát. A Miskolci Nemzeti Színház tagja 1952-től 1956-ig, majd 1956-tól 1959-ig a szolnoki Szigligeti Színház igazgatója. 1959-től haláláig tagja volt a Magyar Néphadsereg Színházának, illetve a Vígszínháznak.
Felesége 10 éven át Hacser Józsa színésznő volt.

## Főbb szerepei
- Valér (Molière: Tartuffe)
- Csongor (Vörösmarty Mihály: Csongor és Tünde)
- Demetrius (Shakespeare: Szentivánéji álom)
- Beppó (Heltai Jenő: A néma levente)
- Cyrano (Rostand: Cyrano de Bergerac)
- Taláros úr (Kohout: Ilyen nagy szerelem)
- Dolohov (Tolsztoj–Piscator: Háború és béke)
- Ferrier (Illyés Gyula: Tiszták)
- Williams (Kesey–Wasserman: Kakukkfészek)
- Harry Dalton (Shaffer: Equus)
- Mákos tanyásgazda (Móricz Zsigmond: Úri muri)

## Filmjei
- Napos oldal (1983)
- Halál a pénztárban (1981)
- Sándor Mátyás (1979)
- Küszöbök (1978)
- Tótágas (1976)
- Százéves asszony (1976)
- Robog az úthenger (1976)
- Fekete gyémántok (1976)
- A tanévzáró (1975)
- Bekötött szemmel (1974)
- Csínom Palkó (1973)
- A szerelem határai (1973)
- Harminckét nevem volt (1972)
- Egy óra múlva itt vagyok… (1971)
- Hazai történetek (1971)
- Tizennégy vértanú (1970)
- A halhatatlan légió, akit csak Péhovárnak hívnak (1970)
- A beszélő köntös (1968)
- A veréb is madár (1968)
- Alfa Rómeó és Júlia (1968)
- Büdösvíz (1966)
- Kárpáthy Zoltán (1966)
- Nem szoktam hazudni (1966)
- Fügefalevél (1966)
- Iván Iljics halála (1965)
- Zöldár (1965)
- A kőszívű ember fiai (1964)
- Miért rosszak a magyar filmek? (1964)
- Új Gilgames (1964)
- Másfél millió (1964)
- Özvegy menyasszonyok (1964)
- Egy ember, aki nincs (1964)
- Az aranyember (1962)
- Májusi fagy (1962)
- A kilencvennégyes tartálykocsi (1962)
- Sínek között (1962)
- Felmegyek a miniszterhez (1961)
- Az ígéret földje (1961)
- Jó utat, autóbusz! (1961)
- Négyen az árban (1961)
- A tér (1961)
- Próbaút (1960)
- A Noszty fiú esete Tóth Marival (1960)
- Az arcnélküli város (1960)
- Rangon alul (1960)
- Virrad (1960)
- Ütközet békében (1952)
- Figyeld a vonatot![3]
- A harmadik utas[4]